# Таинство
Та́инство (от греч. μυστήριον — тайна, лат. sacramentum — присяга, обязательство) — священнодействие, в котором, согласно учению исторических церквей, христианам сообщается под видимым образом невидимая благодать Бога.
Учение о таинствах основано на вере в то, что искупление верующих, начало которому было положено искупительной жертвой Иисуса Христа, продолжается в Церкви.
В отличие от церковных обрядов (освящение воды, панихида и др.), сложившихся исторически, христианские таинства считаются установленными Иисусом Христом и призваны изменить не внешнюю, а внутреннюю жизнь человека (см. обожение).

## История происхождения
В тексте Нового Завета термин μυστήριον исходно обозначает всякую глубокую, сокровенную мысль, вещь или действие (1Кор. 13:2, 1Тим. 3:9) и не применяется в отношении священнодействия.
По мнению некоторых исследователей, корни христианских таинств восходят к дохристианским мистериям. Эта точка зрения критикуется христианскими богословами, по мнению которых внешняя форма некоторых языческих мистерий была заимствована в первых веках н. э. из распространившихся христианских обрядов и таинств.
В IV веке Амвросий Медиоланский пишет трактат «О таинствах», где указывает, что таинство является очистительным обрядом, где видимый элемент после освящения (consecratio) скрывает невидимый. При этом он допускает, что таинства были и в ветхозаветном иудаизме.
Учение о шести таинствах записано на рубеже V и VI веков, безымянным автором, подписавшимся именем Дионисия, так называемый Псевдо-Дионисий Ареопагит. Учение изложено в корпусе «Ареопагитики», в трактате «О церковной иерархии» где перечислены следующие священнодействия (др.-греч. ἱερουργία):
- Крещение (гл. II),
- Таинство собрания (Евхаристия) (гл. III),
- Освящение мира (гл. IV),
- Рукоположение (таинство Священства) (гл. V),
- Монашеский постриг, (гл. VI)
- Погребение (гл. VII)[11].

Псевдо-Дионисий Ареопагит является первым ранним христианским писателем, который указывал число таинств — шесть, до него у ранних христианских авторов число таинств не было определено.
Преподобный Феодор Студит в IX веке говорит о шести таинствах:
- Просвещение (Крещение);
- Собрание (Евхаристия);
- Миропомазание;
- Священство;
- Монашеское пострижение;
- Погребение.

При этом понятия μυστήριον и ἱερουργία в патристике могут употребляться как синонимично, так и с первыми попытками выделить «таинства в узком смысле» в особую группу по тем или иным критериям.

## Количество и состав таинств

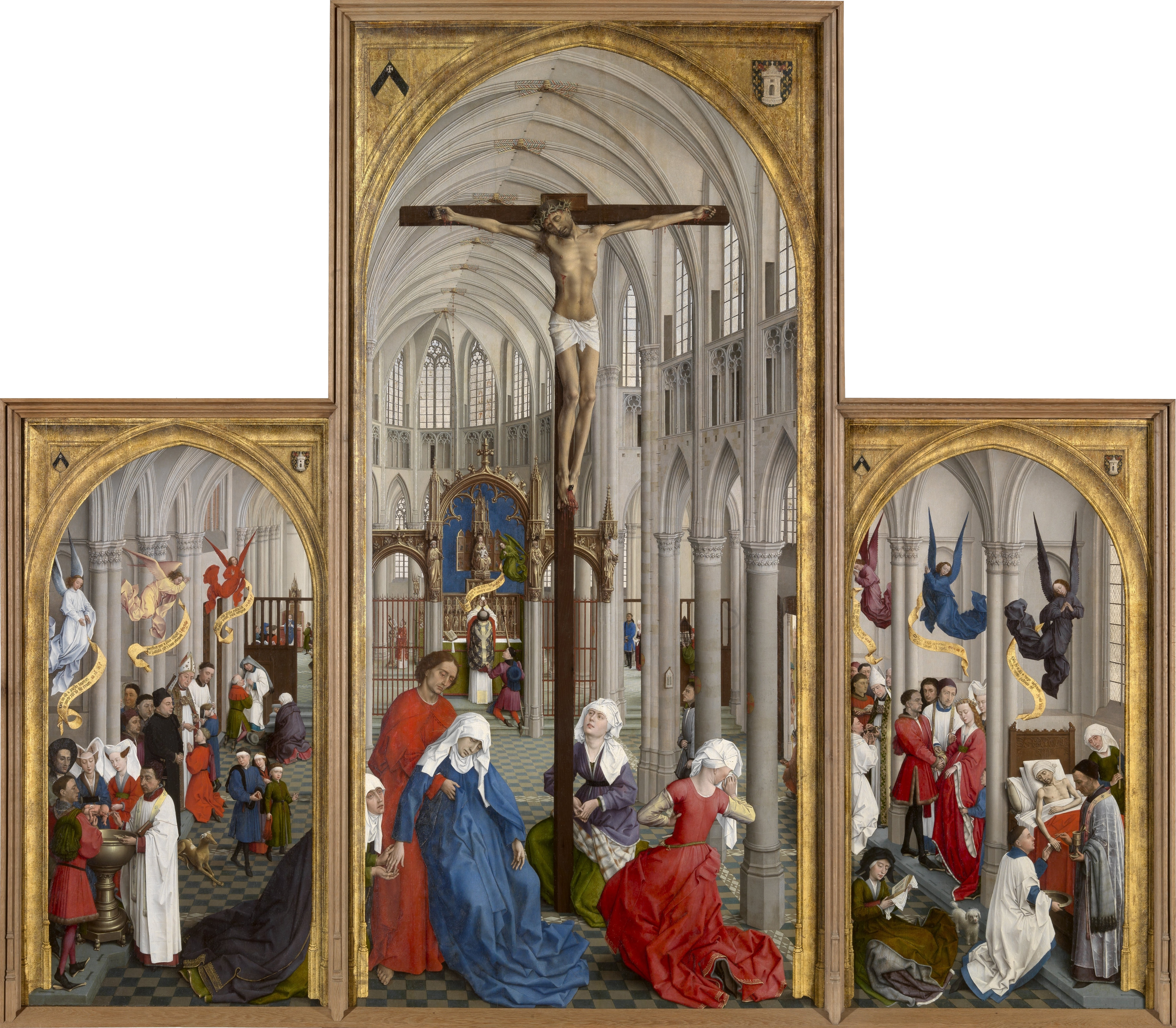
Рогир ван дер Вейден, алтарь “Семь таинств” (1445-1450)

### Семь таинств
Широко известен следующий список из семи таинств (Фома Аквинский, Сумма теологии. III, 65, 1). В русском православии учение о семи таинствах вводит Тихон Задонский в XVIII веке:
1. Крещение (Baptismus) — трёхкратное погружение крещаемого в воду или обливание его водой, совершаемое над человеком в знак приобщения его к Церкви и очищающее от грехов;
2. Миропомазание (confirmatio) — освящение человека путём помазывания его ароматической смесью (миро); заменило наложение рук архиереем на головы верующих по мере роста численности христианских общин;
3. Евхаристия (Eucharistia), при совершении которого верующие, согласно христианскому вероучению, приобщаются к Христу (в Православной церкви и миряне, и духовенство причащаются Телом и Кровью, в Католической: духовенство — всегда Телом и Кровью; миряне, либо Телом и Кровью, либо только Телом);
4. Покаяние (poenitentia) — раскрытие верующим своих грехов Богу в присутствии священника и получение отпущения грехов от имени Господа Иисуса Христа;
5. Елеосвящение (unctio) — при помазании елеем тела больного призывается благодать Божия для исцеления души и тела;
6. Священство (ordo) — посвящение в священнослужители, совершаемое епископом.
7. Венчание (matrimonium) — христианский супружеский союз мужчины и женщины, заключённый через священнодействие в храме;

### В православии
«Византийская Церковь, — пишет отец Иоанн Мейендорф, — формально никогда не признала какого-то конкретного перечня; многие авторы принимают стандартный ряд из семи таинств — крещение, миропомазание, Евхаристия, священство, брак, покаяние и елеосвящение, — тогда как иные предлагают более пространные перечни. Но есть и третьи — они настаивают на исключительном и выдающемся значении крещения и Евхаристии, основного христианского посвящения в новую жизнь». И только к началу XVII века схема «семи таинств» становится в Восточной церкви общепринятой.
Некоторые православные богословы (например, Алексей Осипов) и патрологи считают, что в контексте святоотеческого предания серьёзных причин для догматизации схемы «семи таинств» нет. По их мнению, строгая фиксация числа таинств, как и разделение церковных священнодействий на таинства и обряды, в творениях Святых Отцов не встречается. Кроме того, они полагают, что если в древних и византийских источниках в исключительных случаях и говорится о том или ином числе таинственных священнодействий, то лишь в значении «самых важных» среди множества прочих, без попыток абсолютизации какого-либо определённого перечня.

### В католицизме
В католицизме учение только о семи таинствах было определено соборно, как догмат, сначала на Втором Лионском соборе в 1274 году (XIV Вселенский), а затем на Флорентийском соборе в 1439 году (XVII Вселенский). Окончательное доктринальное закрепление это учение получило уже в период Контрреформации, на Тридентском соборе (XIX Вселенский), который провозгласил: «Если кто-либо говорит, что таинства Нового Завета не установлены Господом нашим Иисусом Христом; или что их больше или меньше семи… или же что какое-либо из них по истине и строго говоря не есть таинство, да будет отлучён от сообщества верных». Ингресс (поставление) епископа таинством не является.

### В протестантизме
Большинством протестантов признаются только два таинства — крещение и причастие, так как только они непосредственно установлены самим Иисусом Христом, сопровождаются прощением грехов и имеют внешний элемент. Этот минимальный список, однако, может быть расширен согласно различным вероучительным документам тех или иных деноминаций.
Апология Аугсбургского исповедания, арт. XIII, относит к таинствам также исповедь и рукоположение, Десять статей — покаяние, однако в дальнейшем конфессиональном развитии лютеранства и англиканства под влиянием реформатского богословия и полемики с Римом безусловное признание таинствами оставлено только за крещением и евхаристией.

### В древневосточных церквях
В Ассирийской церкви Востока признаётся семь таинств: крещение, евхаристия, священство, миропомазание, покаяние (без исповеди), святая закваска (малка) и крестное знамение. Таинства крещения и евхаристии считаются основными. Таинство святой закваски связано с верой в то, что кусочек хлеба, розданного на последней вечере Иисуса Христа, был привезён апостолом Фаддеем на Восток, и его частицы постоянно используются при приготовлении причастия. При каждом новом замешивании теста для приготовления просфор добавляют крупицы старого освящённого хлеба.

### Другое
В Польской национальной католической церкви крещение и миропомазание объединены в одно таинство, и введено новое — чтение и слушание Евангелия. Таким образом, количество остаётся равным семи.
В большинстве течений духовного христианства таинства не совершаются, т. к. понимаются исключительно в духовном смысле.
В «Церкви истинного Иисуса» омовение ног считается таинством, основанным на Ин. 13:1-11. Члены церкви верят, что подобно двум прочим таинствам — крещению и евхаристии — омовение ног даёт спасительную благодать принимающему — в данном случае, иметь часть с Христом (Ин. 13:8).
В Церкви Иисуса Христа Святых последних дней термин «таинство» употребляется только по отношению к евхаристии. Кроме того, существуют священные обряды (англ. ordinance): крещение, конфирмация, ординация в священство Аарона и Мельхиседека, облечение и целестиальный брак.
В «Сообществе Христа» признаётся восемь таинств: крещение, конфирмация, благословение детей, евхаристия, брак, елеосвящение, священство, патриаршье благословение.

## Богословское объяснение
Ex opere operato (или opus operato) — принцип, которым Римская церковь объясняет действие благодати через совершаемые таинства вне зависимости от личных достоинств тайносовершителя, однако в зависимости от его интенции (намерения). При этом в католическом и православном богословии считается, что действие дара благодати зависит от состояния принимающего этот дар; при «недостойном участии» соединение со Христом не происходит, возможно и «причастие в осуждение» (1Кор. 11:27—30, см. тж. преп. Симеон Новый Богослов, слово 33 и 41). Примером такого осуждения является причастие Иуды Искариота: «И после сего куска вошел в него сатана» (Ин. 13:27). По мнению некоторых православных богословов православное понимание преложения Святых даров в Евхаристии не тождественно католическому пресуществлению.
В протестантизме считается, что не только плоды таинств, но и сама их действительность зависит от «силы веры» и сознательного участия. В лютеранском, реформатском и пресвитерианском, методистском и ряде других вероучений таинства определяются как средства благодати (лат. Media gratiae), в которых Слово Божье соединяется с физическим элементом (водой, хлебом и вином) и вместе передаются верующему (поэтому в некоторых протестантских традициях понятие «средства благодати» делится на Слово и Таинства в узком смысле). При этом концепция пресуществления в Евхаристии протестантами, как правило, не разделяется, а между лютеранской и реформатской трактовкой такого соединения существуют значительные богословские различия, исторически ставшие одной из основных причин разделения этих традиций.
Согласно руководителю отдела богословия и катехизации РС ЕХБ М. В. Иванову, обряды и церемонии евангельских христиан-баптистов «трудно назвать таинствами», в то время как член Президиума ВСЕХБ Н. А. Колесников писал о «таинстве поставления на служение», М. Я. Жидков в реферате, зачитанном на 41-м съезде ЕХБ, называет Вечерю Господню «таинством воспоминания», а президент ЕАА С. В. Санников настаивает на богословской легитимности этого термина, «символическое» же истолкование, также присутствующее в среде ЕХБ, называет следствием духоборско-молоканского бэкграунда в её традиции. По мнению баптистского богослова К. А. Прохорова, под влиянием православия «символические истолкования „церковных установлений“», отражённые в современном официальном вероисповедании ЕХБ, «негласно подчиняются идее таинства, что делает общую картину экклезиологических взглядов отечественных баптистов более глубокой и нетривиальной». Такое сосуществование разных точек зрения на природу таинств характерно также для англиканства, объединённых церквей (лютеранско-реформатских) и некоторых других протестантских деноминаций.
Понятие об «автоматическом» действии таинств, которые «сами по себе передают благодать и могут даже обеспечить личное спасение», иногда обозначаемое термином «сакраментализм» (в широком смысле, без негативной коннотации, этот термин употребляется для обозначения самого учения о таинствах), может присутствовать в «народном благочестии», но не подтверждается официальными вероучениями основных христианских конфессий, которые подчёркивают, что само по себе механическое участие в таинствах без личной веры и сознательного («достойного») участия не только не приносит плодов, но может вести к осуждению. В связи с этим чинопоследования таинств, как правило, включают напутствия участникам о необходимости достойного участия и молитвы о том, чтобы оно послужило им не в осуждение, а во благо.

## Отрицание и критика таинств
Из всех таинств наибольшей критике подверглось покаяние. Протестантские теологи осуждали его на том основании, что исповедь, по их мнению, подразумевает зависимость верующего от священника и церковной иерархии. Данная концепция, уже в аспекте формирующейся психологической зависимости, была развита в психологии, в частности, в психоанализе.